# Poetry for the Poisoned
Poetry for the Poisoned è il nono album in studio dei Kamelot.
L'album è caratterizzato da un sound raffinato ed eclettico. Il cd è a metà tra power metal e progressive metal, ma sono presenti anche elementi symphonic metal, gothic metal ed elettronici.
La copertina dell'album è stata disegnata dall'artista Seth Siro Anton.

## Tracce
1. The Great Pandemonium – 4:24
2. If Tomorrow Came – 3:58
3. Dear Editor – 1:18
4. The Zodiac – 4:00
5. Hunter's Season – 5:34
6. House on a Hill – 4:14
7. Necropolis – 4:16
8. My Train of Thoughts – 4:08
9. Seal of Woven Years – 5:13
10. Poetry for the Poisoned, Pt. I: Incubus – 2:57
11. Poetry for the Poisoned, Pt. II: So Long – 3:24
12. Poetry for the Poisoned, Pt. III: All is Over – 1:03
13. Poetry for the Poisoned, Pt. IV: Dissection – 2:00
14. Once Upon a Time – 3:45

### Tracce bonus
1. Thespian Drama (Instrumental) (Japanese/vinyl single edition) - 3:46
2. House on a Hill (Uncut version) (US edition)
3. Where the Wild Roses Grow (limited edition) (cover di Nick Cave e Kylie Minogue)

## Formazione

### Band
- Roy Khan – voce
- Thomas Youngblood – chitarra
- Oliver Palotai – tastiere
- Sean Tibbetts – basso
- Casey Grillo – batteria

### Guest
- Simone Simons (Epica) - voce in "House on a Hill" e "Poetry for the Poisoned, Pt. II-III"
- Björn "Speed" Strid (Soilwork) - voce death in "The Great Pandemonium"
- Jon Oliva (Savatage, Jon Oliva's Pain, Trans-Siberian Orchestra)  - voce in "The Zodiac"
- Gus G. (Firewind, Ozzy Osbourne) - assolo di chitarra in "Hunter's Season"
- Amanda Somerville- cori in "Poetry for the Poisoned, Pt. I-IV" e voce in "The Zodiac".

## Singoli
Il singolo di The Great Pandemonium è uscito il 6 settembre, insieme al relativo video. In seguito sono usciti anche i video di Hunter's Season e Necropolis.

## Classifiche
| Paese                                          | Posizioni in classifica |
| ---------------------------------------------- | ----------------------- |
| Stati Uniti d'America (Billboard Hard Chart)   | 6                       |
| Norvegia                                       | 7                       |
| Stati Uniti d'America (Billboard Indie Charts) | 15                      |
| Svezia                                         | 23                      |
| Germania                                       | 32                      |
| Paesi Bassi                                    | 43                      |
| Svizzera                                       | 48                      |
| Austria                                        | 57                      |
| Belgio                                         | 64                      |
| Stati Uniti d'America (Billboard 200)          | 74                      |